# Isfossen
Isfossen är ett vattendrag i Antarktis. Det ligger i Östantarktis. Norge gör anspråk på området.